# فرناندو ليال
فرناندو ليال (بالبرتغالية: Fernando Leal Fonseca‏) هو لاعب كرة قدم برازيلي في مركز حراسة المرمى، ولد في 24 أكتوبر 1981 في أوبيرابا في البرازيل. لعب مع نادي باهيا ونادي ريفر تيريزينا ونادي فورتاليزا ونادي فيتوريا ونادي كريسيوما ونادي ميراسول.

## وصلات خارجية
- فرناندو ليال على موقع قاعدة بيانات كرة القدم.إي يو (الإنجليزية)
- فرناندو ليال على موقع Soccerway.com (الإنجليزية)